# MDA Space Missions
Die MDA Space Missions ist eine Tochtergesellschaft von MacDonald Dettwiler and Associates. Das Unternehmen entwickelt und baut Satellitensysteme, ferngesteuerte Robotersysteme für verschiedene Raumfahrtagenturen, das Militär als auch für zivile Unternehmen. Das Unternehmen bietet Know-how in folgenden Bereichen:
- ferngesteuerte Roboter, Satellitensysteme und Nutzlasttechniken
- Erdbeobachtung und -fotografie, -kartographie
- Forschung- sowie Problem- und Lösungsvorschläge für die Regierung, Militär, zivile Zwecke
- Robotertechnik für medizinische Zwecke

MDA ist Mitglied der British Columbia Technology Industry Association.

## Geschichte
Die Muttergesellschaft MacDonald Dettwiler and Associates wurde 1969 von John S. MacDonald and Werner Dettwiler gegründet. 1995 erfolgte der Zusammenschluss mit dem Unternehmen Orbital Sciences. Daraufhin folgten in den Jahren 1995–1999 mehrere Übernahmen von Technologiefirmen wie z. B. Alliance Space Systems mit Sitz in den USA. 1999 wurde das Unternehmen Space and Advanced Robotics in Brampton, Ontario, von SPAR Aerospace übernommen. 2001 erfolgte die Übernahme von Atlantic Technologies of Huntsville, Alabama. 2001 folgte der Börsengang von MDA an der Toronto Stock Exchange (TSX).
Im Juni 2012 wurde die Übernahme des US-Raumfahrtunternehmens Space Systems/Loral durch MDA bekanntgegeben. Die Transaktion belief sich auf ca. 875 Millionen Dollar und dadurch stieg MDA zu einem der weltweit größten Satellitenhersteller auf. Am 2. November 2012 gab die US-amerikanische Aufsichtsbehörde ihre Zustimmung zur Übernahme.

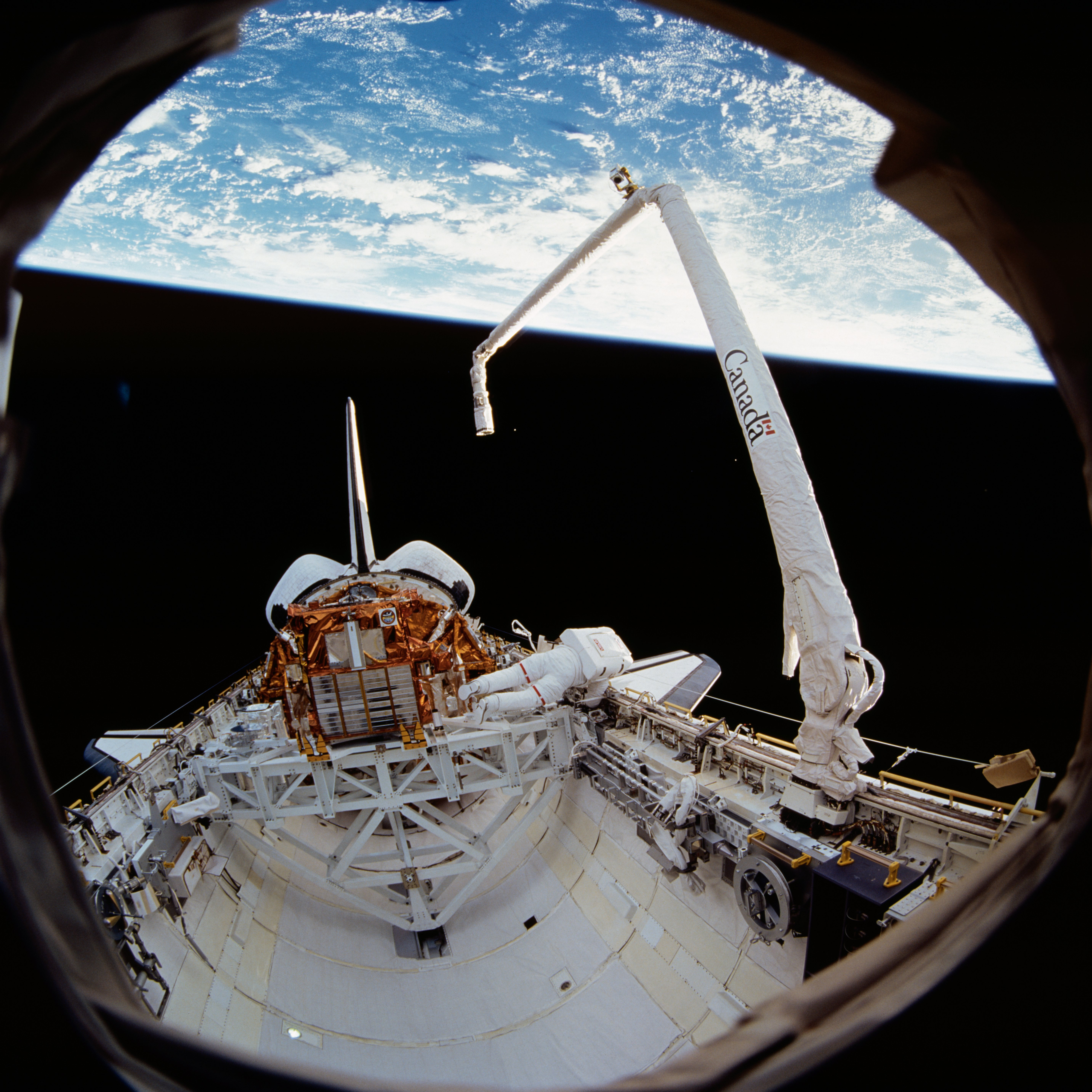
Blick auf den RMS aus dem Flugdeck des Space Shuttles

## Standorte
- Robotics/Terrestrial: Brampton, Ontario, Kanada
- Terrestrial: Aurora, Ontario, Kanada
- Satellite Missions: Richmond, British Columbia, Kanada
- Enabling Technologies: Sainte-Anne-de-Bellevue, Quebec, Kanada
- US Headquarters: Rockville, Maryland, USA
- Engineering Services, Dynacs Military and Defense: Houston, Texas, USA
- Satellite Missions: San Diego, Kalifornien, USA
- Space Systems/Loral: Palo Alto, Kalifornien, USA
- Alliance Spacesystems: Pasadena und Los Alamitos, beide Kalifornien, sowie Boulder, Colorado, USA
- European Operations: Chilton, Oxfordshire, Großbritannien

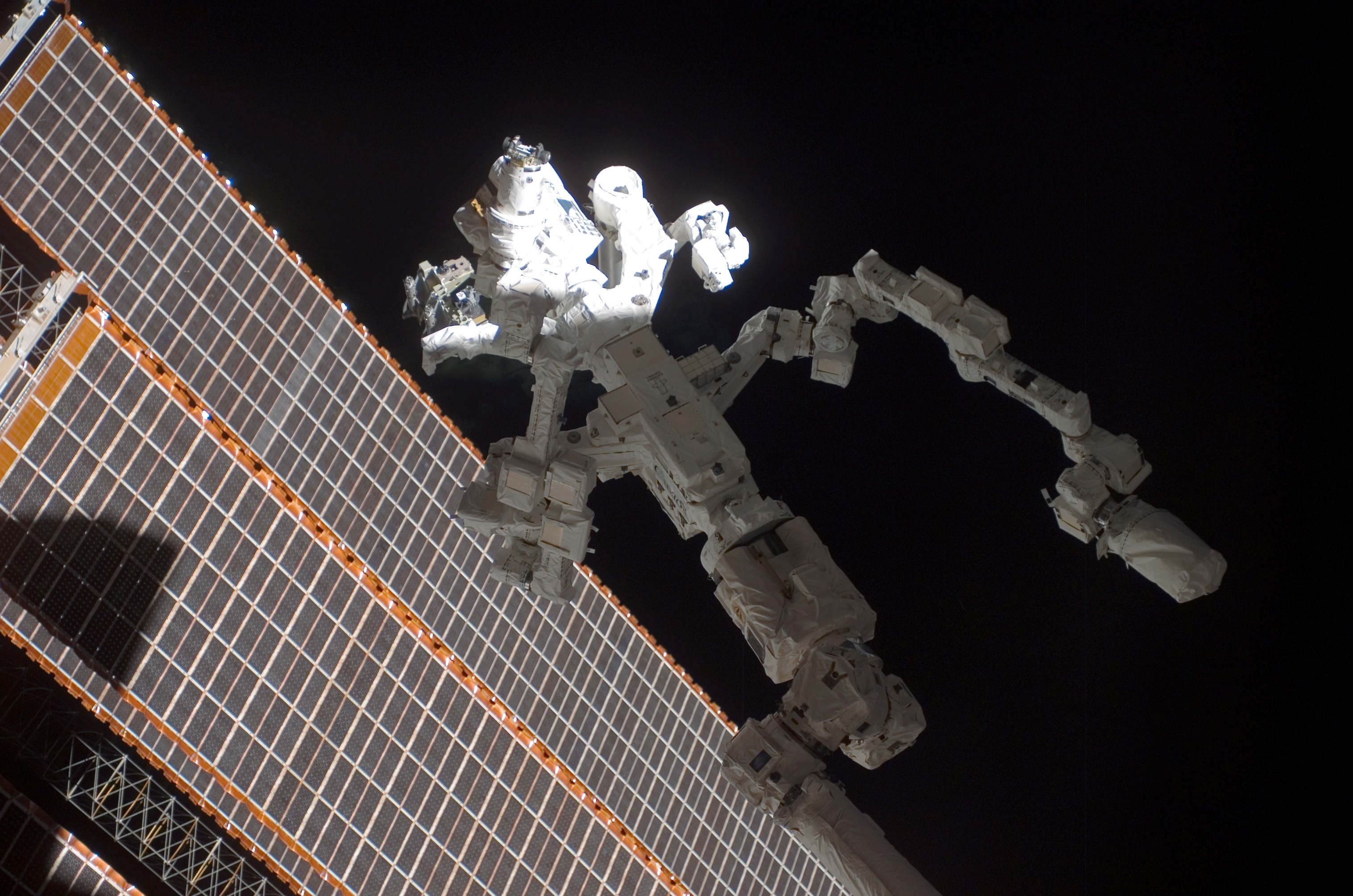
Dextre an der ISS

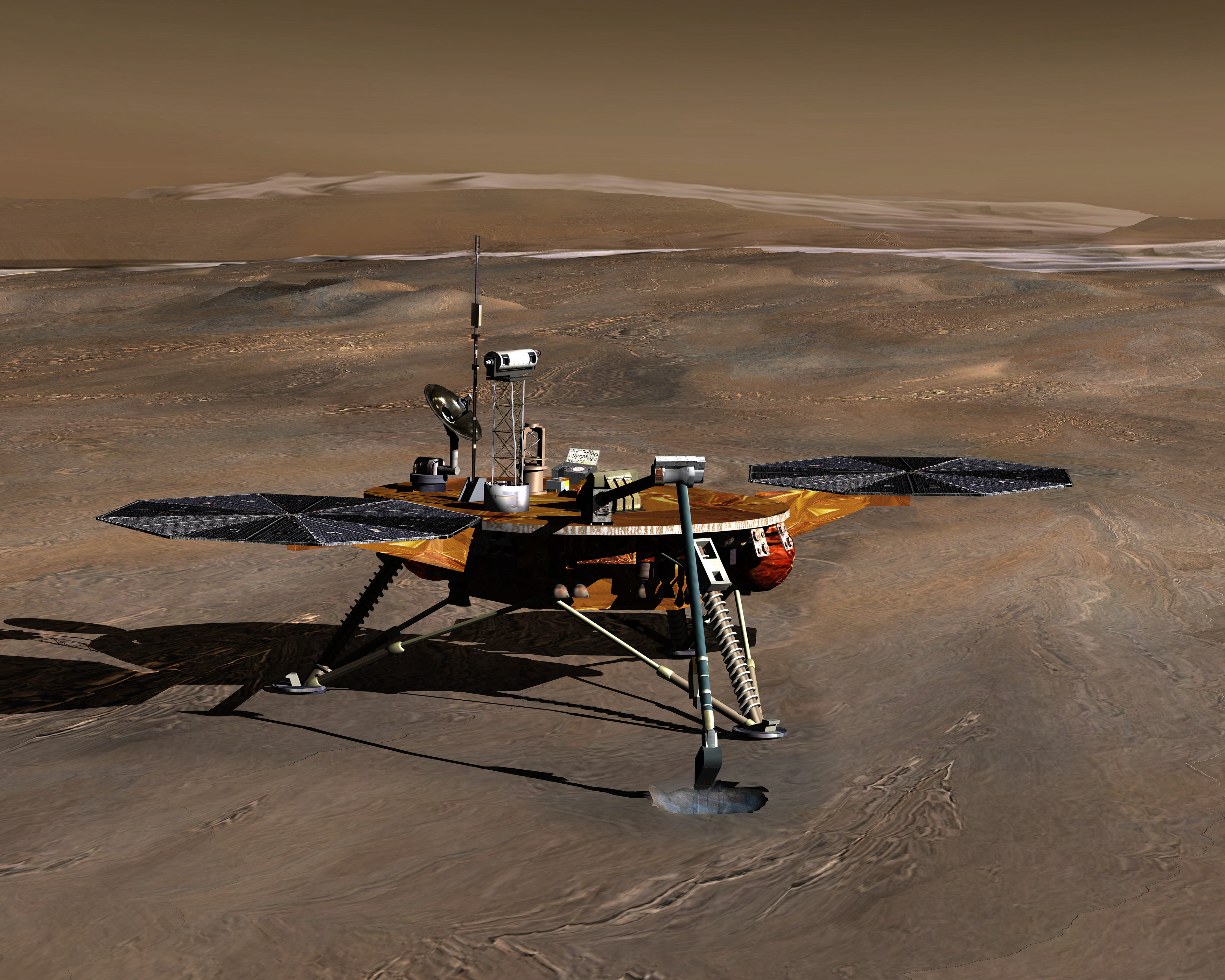
Die Marssonde Phoenix

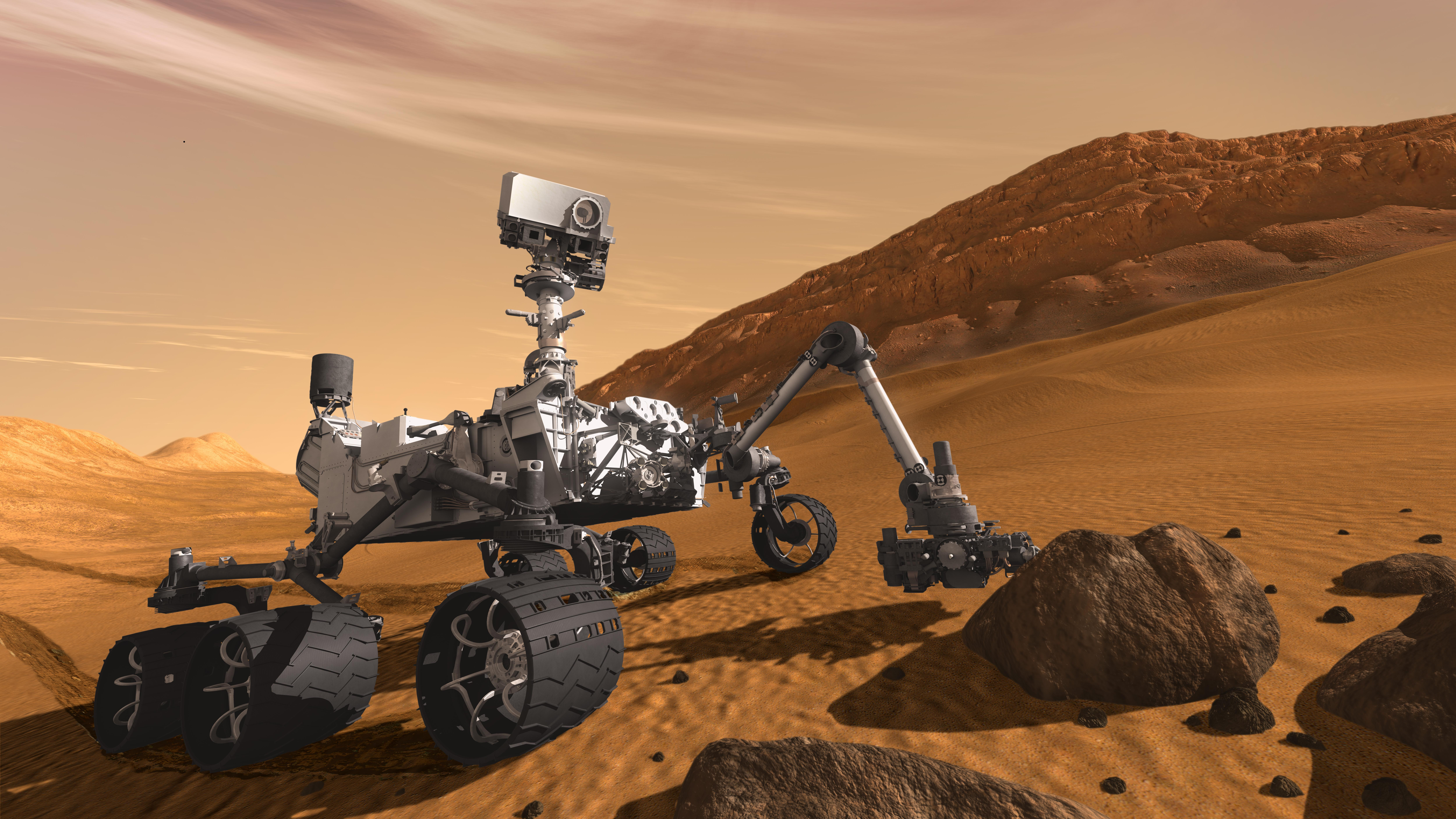
Kanadische Beteiligung am „Curiosity“ Mars Rover

## Projekte
Das Unternehmen hat an folgenden Missionen mitgearbeitet und Komponenten oder ganze Satelliten geliefert:
- Beiträge zu Greifarmen an der Internationalen Raumstation ISS
  - Remote Manipulator System (Canadarm)
  - Canadarm2
  - Orbiter Boom Sensor System
  - Special Purpose Dexterous Manipulator
  - International Space Station (ISS) Kommunikationssubsysteme
- Erdbeobachtungssatelliten-Satelliten
  - Radarsat-1
  - Radarsat-2
  - RapidEye Constellation – Netzwerk aus 5 Satelliten
  - Radarsat Constellation – Netzwerk aus 3 Satelliten
- Satelliten
  - Sapphire – kanadischer militärischer Weltraumüberwachungssatellit
- Beiträge zu Kommunikationssatelliten
  - MSAT Communications
  - Alouette
  - Brasilsat
  - Anik D
  - Anik E
  - Nimiq 4-6
  - Astra 1A
  - Astra 3B
  - Arabsat-5A und Arabsat-5B
  - Amazonas 2
  - Express AM 4, 5 und 6
  - Hotbird 8, 9 und 10
  - Inmarsat-4
  - MEASAT 3
  - MTSAT-1R
  - CASSIOPE Communications – Kommunikationssatellit/Forschungssatellit
  - Heinrich Hertz
- Beiträge zu Raumsonden
  - Roboterarm und Wetterstation am Lander der Marssonde Phoenix
  - Alpha Particle X-ray Spectrometer (APXS) der Marssonde Mars Science Laboratory

### Aktuelle Missionen in der Entwicklung
- Laser Altimeter (OLA) der OSIRIS-REx Raumsonde[6][7]

## Servicemissionen im Erdorbit
Das Unternehmen entwickelte ein Verfahren, mit dem man Satelliten im Erdorbit, welche über kein Treibstoff mehr verfügen und somit nutzlos, jedoch an sich voll funktionsfähig sind, wieder auftanken und für einige Jahre nutzen kann. Dieser Betankungsvorgang soll mittels Robotersystem in einer Höhe von 36.000 km stattfinden und für verschiedene Typen von Satelliten geeignet sein. Dieses Verfahren war laut eigenen Angaben aus dem Jahr 2011 weltweit einzigartig und für Satellitenbetreiber eine gute Möglichkeit, die Satelliten länger nutzen zu können als bisher. Erste Satellitenbetreiber, darunter auch das US-Militär, haben Interesse an dieser Technik bekundet. Der amerikanische Satellitenbetreiber Intelsat schloss 2011 mit MDA ein Vertrag über 280 Millionen Dollar.
2017 kündigte MDAs Tochtergesellschaft SSL der erste kommerzielle Kunde des mittlerweile als Space Infrastructure Servicing bezeichneten Dienstes an: der Satellitenbetreiber SES S.A.